# Valacs
|  | Si cercau els habitants de la regió de Romania, vegeu Valàquia |

Els valacs (en serbocroat i búlgar власи, vlasi; en grec: βλάχοι; en albanès: vllehët; en turc: ulahlar; en hongarès: vlachok i olasz; en ucraïnès: волохи) són els parlants de llengües balcoromàniques: principalment romanesos, però també aromanesos, meglenoromanesos, istroromanesos i, de vegades, dàlmates i istriots.
El nom és un exònim usat de l'edat mitjana ençà per anomenar aquests grups. En general, és un terme originat i emprat principalment per pobles eslaus, i, per la tendència al pastoralisme dels valacs, de vegades s'ha emprat com a sinònim per la categoria social dels pastors. En aquest sentit, sovint ha esdevengut un genèric vàlid per referir-se també a grups ètnics de pastors de llengua no romànica, i també de manera derogatòria.
D'entre els valacs, els romanesos són els únics que tenen un estat nació propi; la resta conformen minories ètniques dins d'altres estats balcànics, i les seves llengües estan amenaçades.

## Història

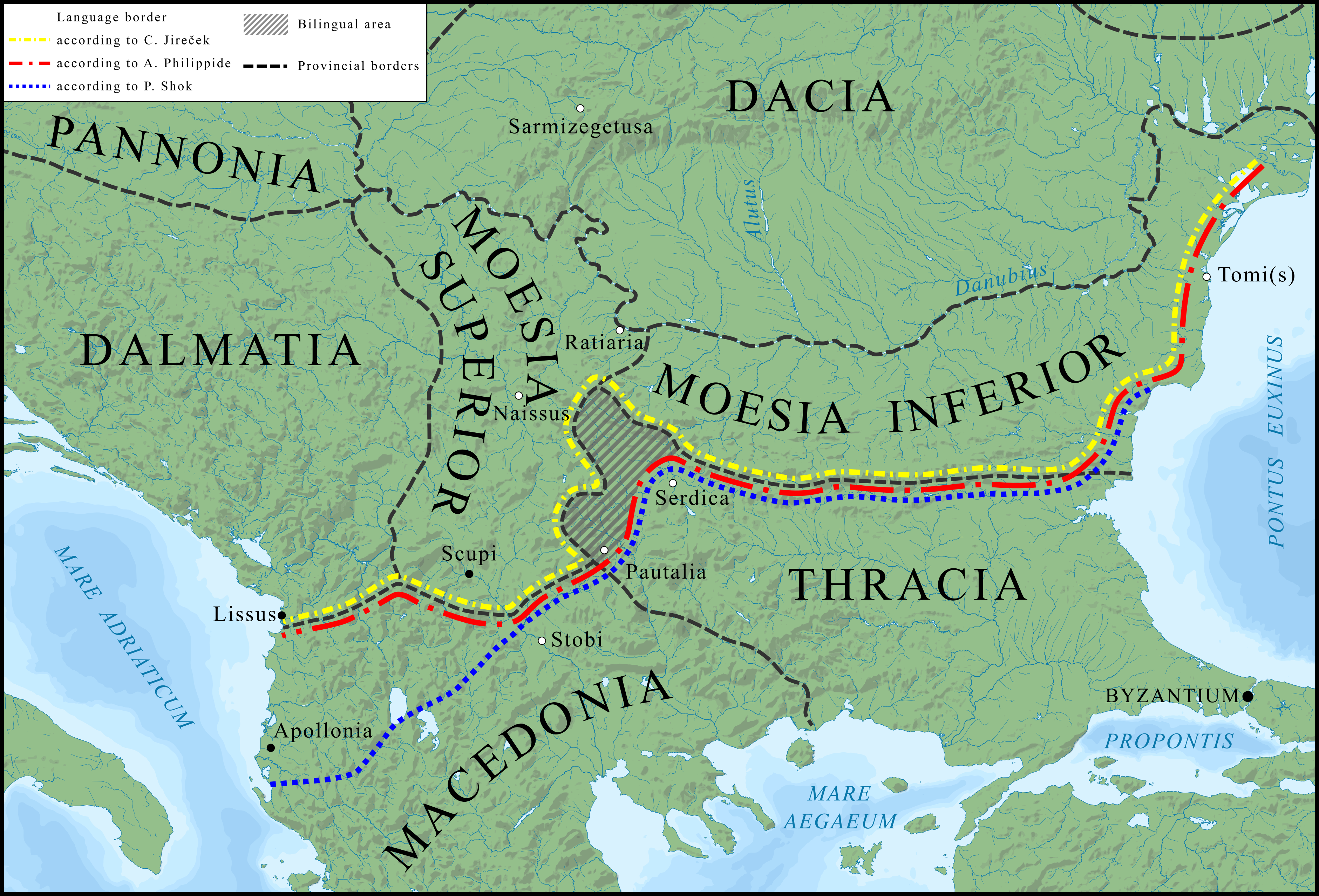
Al nord de la línia Jireček, pobles de llengua llatina

El terme valac prové del germànic antic * walhaz, un adjectiu referit als estrangers i, particularment, als estrangers de parla romana o celtes romanitzats (en comparació amb els germànics, en general els celtes eren un poble més romanitzat). Al seu torn, * walhaz ve del nom de la tribu celta dels volques (llatí: Volcae), que feien frontera amb els romans i els pobles germànics. El terme es generalitzà i esdevengué habitual per referir-se a poblacions de parla romana en els diversos parlars germànics. Més tard, durant el període de les migracions (segles v - vii) els eslaus manllevaren aquest terme (potser del gòtic), que empraren per referir-se igualment als romans o pobles llatins. Així, de la mateixa manera que en les llengües eslaves balcàniques s'emprà per fer referència als romans dels Balcans, l'equivalent en polonès (włoch) significa italià.

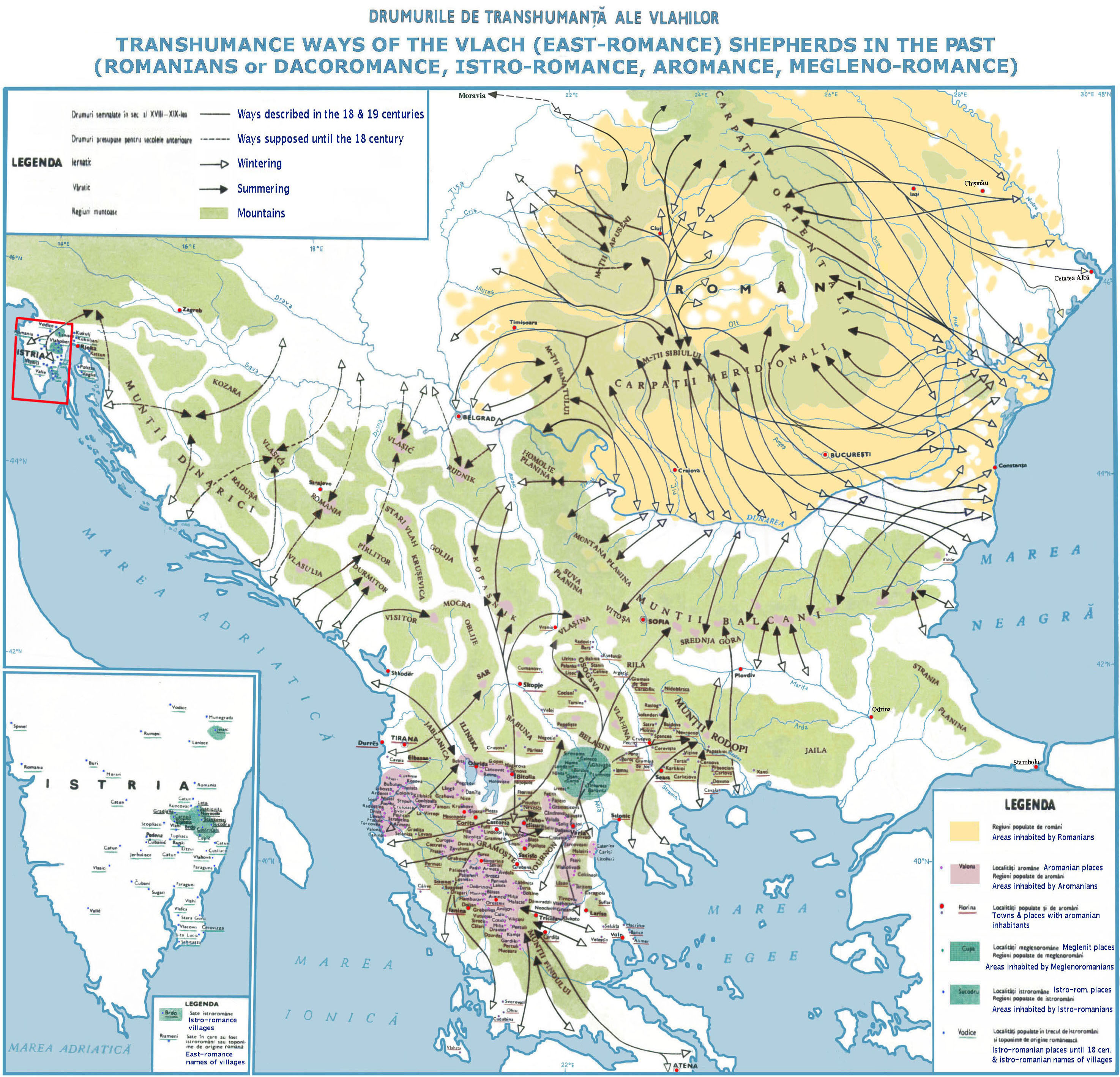
Rutes de transumància dels pastors valacs

Amb la caiguda del món antic i l'arribada dels pobles eslaus, els habitants de la regió dels Balcans al nord de la línia Jireček, de parla romanç, es veieren obligats a desplaçar-se; uns fugiren al nord-est (avantpassats dels futurs romanesos), altres a l'oest (que esdevindrien els dàlmates) i altres es dedicaren a la ramaderia muntanyenca (els futurs aromanesos). Aquest conjunt de pobles conformà allò que els eslaus anomenaren valacs (posteriorment manllevat també en grec, albanès i turc). Cal fer notar, però, que valac és un exònim, i que, ells mateixos, tots s'anomenen amb un derivat del llatí Romanus, 'romà' (d'aquí el nom dels romanesos, que és un endònim manllevat del romanès).
Entre les primeres documentacions escrites del mot valac destaquen les fonts àrabs (Ibn an-Nadim, al Kitab al-Fíhrist, i al-Muqaddassí, segle x) i les gregues (Joan Escilitzes i Jordi Cedrè, segle xi). En eslau, la primera menció és de la Crònica Primària (segle xii), i la primera font hongaresa és la Gesta Hungarorum, escrita en llatí (ca. 1200). Nombrosos territoris porten o han portat el nom de Valàquia, en referència als seus habitants; el més conegut de tots és la Valàquia romanesa, una de les tres regions del país juntament amb Moldàvia i Transsilvània.
D'entre tots els valacs, els més nombrosos foren els del nord del Danubi, que eren majoria al seu territori, desenvoluparen una consciència com a poble i un relat nacional propi, i el segle xix erigiren l'estat romanès. La resta, en canvi, romangueren en minoria entre altres pobles, i avui en dia malden per no ser totalment assimilats als pobles veïns i per no perdre la llengua.

## Branques
Actualment, el terme valac està més o menys en desús en els àmbits acadèmics no historiogràfics, i se sol distingir en diversos grups anomenats segons els seus propis endònims (cal recordar que el terme valac és un exònim, és a dir, que no el fan servir per referir-se a ells mateixos).
- Istroromanesos, de la regió d'Ístria, on arribaren dins el segon mil·lenni provinents de la regió del Danubi; dits també txitxes (croat: ćići, italià: cicci, alemany: Tschitschen) i en istroromanès rumâri ('romans')

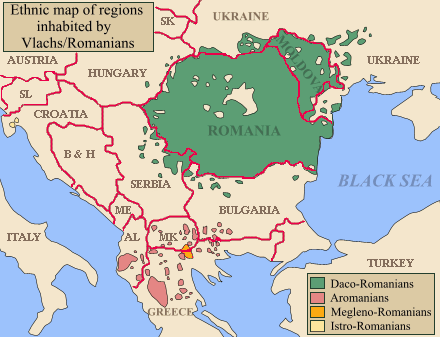
Les llengües balcanoromàniques o els pobles valacs

- Aromanesos (en aromanès, armãnji o rãmãnji) habiten arreu de la regió al sud del Danubi. Són el segon poble valac més extens:
  - Morlacs, aromanesos de Croàcia, per bé que amb el temps el terme s'ha anat referint genèricament a gent de vida pastoral
  - Tsintsars, o aromanesos de Sèrbia, dits també valacs del Timok
  - Txobans, o aromanesos d'Albània
  - Albanitovalacs o frasariotes, es tracta d'aromanesos de Grècia que procedeixen de la regió de l'Epir i d'Albània
  - Cutzovalacs, o aromanesos de Grècia
  - Aromanesos de Bulgària
  - Aromanesos de Macedònia
  - Macedoromans, o aromanesos de Romania, principalment immigrants dels grups anteriors
- Meglenoromanesos, de la regió de la Moglena, a Grècia
- Dacoromanesos, o simplement romanesos, ciutadans de l'estat romanès

Addicionalment, els dàlmates i els istriots han estat ocasionalment considerat valacs.